# Azabudai Hills
Azabudai Hills (麻布台ヒルズ Azabudai Hiruzu?), conocido provisionalmente como el distrito Toranomon-Azabudai o el proyecto Toranomon-Azabudai, es un complejo de tres rascacielos situado en Tokio (Japón). Tras su finalización en 2023, la Azabudai Hills Mori JP Tower del complejo se convirtió en el edificio más alto de Tokio y de Japón.
Diseñado por el estudio de arquitectura Pelli Clarke Pelli Architects y promovido por la Mori Building Company, el coste del proyecto está estimado en unos 580 000 millones de yenes (4400 millones de dólares estadounidenses). Las obras empezaron en 2019 y se completaron en 2023.
El complejo está situado en el distrito financiero de Toranomon, en el barrio especial de Minato; se encuentra entre otros proyectos de la Mori Building Company: Roppongi Hills al oeste, Toranomon Hills al este y Ark Hills al norte. El nombre oficial del proyecto, Azabudai Hills, fue anunciado por Mori el 14 de diciembre de 2022.

## Diseño

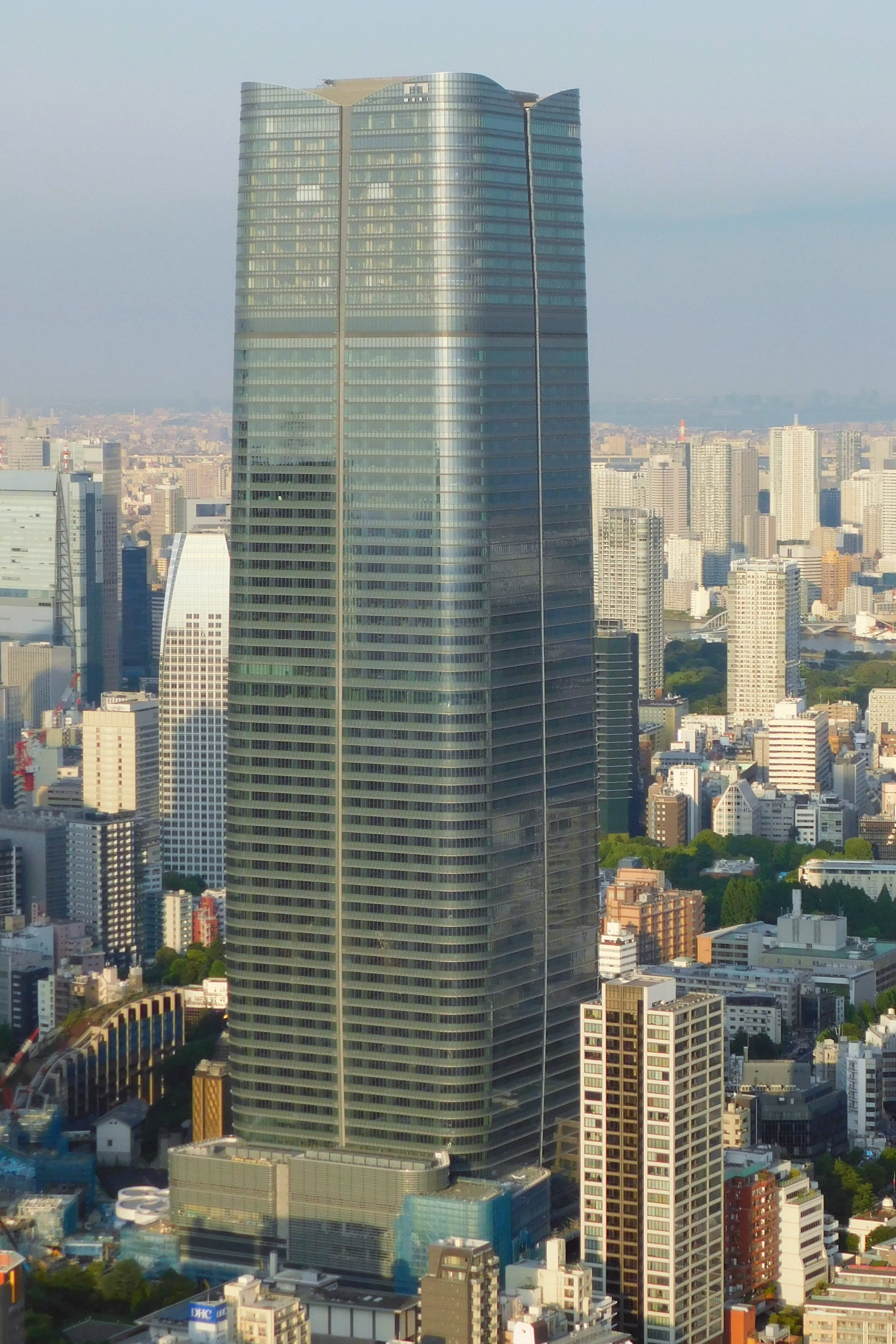
El edificio más alto del complejo, la Azabudai Hills Mori JP Tower.

Azabudai Hills consta de tres edificios principales: la Azabudai Hills Mori JP Tower, la Azabudai Hills Residence A y la Azabudai Hills Residence B. La Azabudai Hills Mori JP Tower, con 325.2 metros de altura y 64 plantas, es el primer rascacielos de más de 300 metros construido en Tokio. Su diseño fue concebido para complementar a la cercana Ark Hills Sengokuyama Mori Tower, un proyecto del mismo arquitecto y promotora situado a unos 250 metros de distancia. Los otros dos edificios, la Residence A y la Residence B, tienen 237.2 y 262.8 metros de altura y contienen 54 y 64 plantas, respectivamente. Los tres rascacielos fueron diseñados por Pelli Clarke Pelli Architects, el estudio del arquitecto argentino César Pelli. Tras su finalización en 2023, la Azabudai Hills Mori JP Tower se convirtió en el edificio más alto de Tokio, superando a la cercana Toranomon Hills Station Tower, y de Japón, superando a Abeno Harukas de Osaka.
Acompañan a los rascacielos una serie de edificios de baja altura, diseñados por el londinense Heatherwick Studio, que pretenden crear una pérgola paisajística. La parcela, de 8.1 hectáreas, está rodeada por abundante vegetación y tiene 24 000 m² de espacios verdes, incluida una plaza central de 6000 m². De acuerdo con Mori, el diseño del complejo encarna el concepto de un «pueblo urbano moderno». Adicionalmente, incluye 9000 m² de espacios culturales.

## Uso

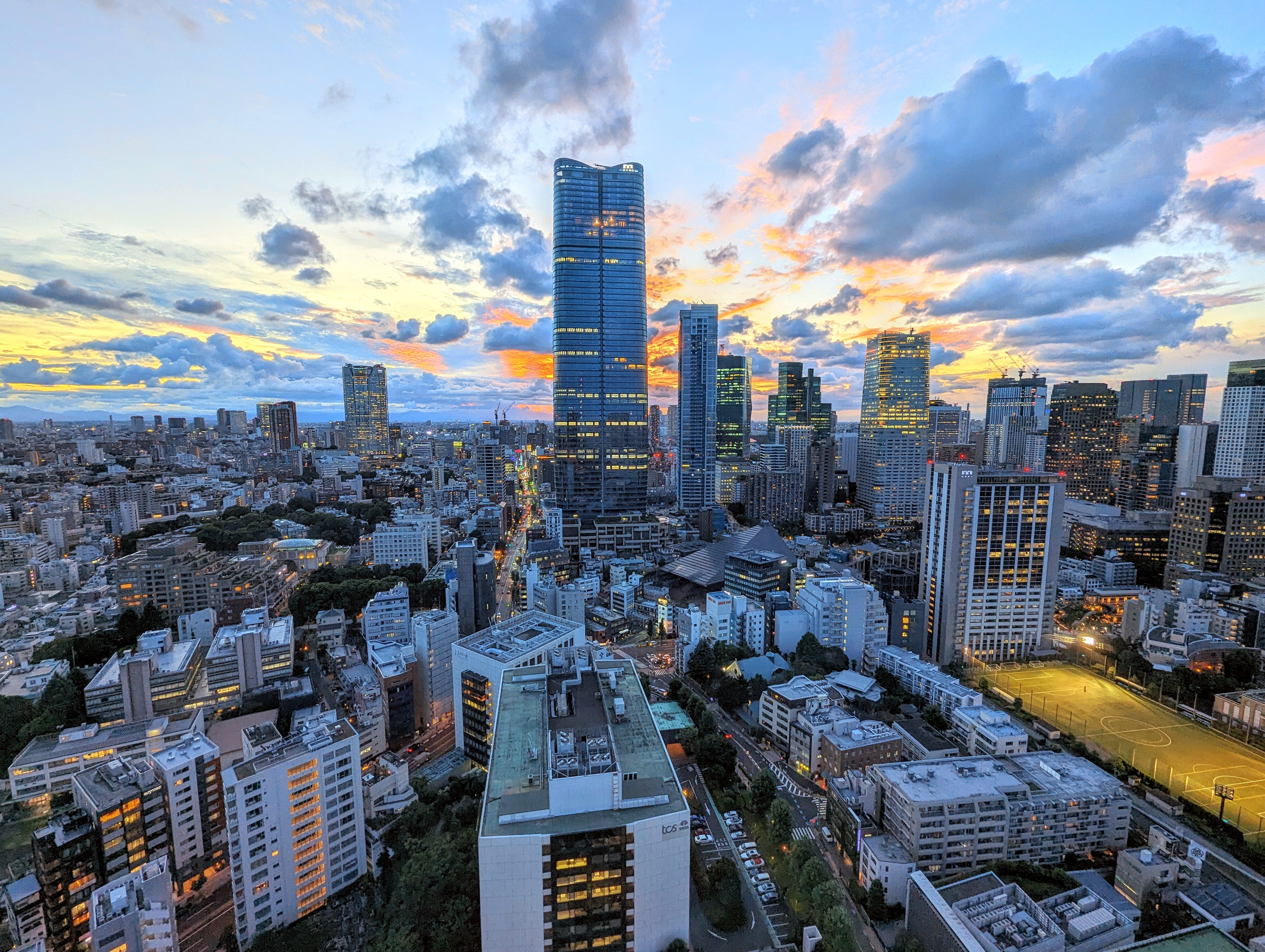
La Azabudai Hills Mori JP Tower vista al atardecer desde la Torre de Tokio.

El proyecto tiene una superficie total de 860 400 m², incluidos 213 900 m² de espacio de oficinas y unas 1400 viviendas. La torre principal contiene oficinas en las plantas bajas e intermedias, mientras que las plantas altas albergan espacios residenciales, desde la planta 56 hasta la 65. Las plantas bajas también incluirán un supermercado y una guardería multilingüe, así como un colegio internacional, The British School in Tokyo. Se estima que el complejo albergará oficinas para unos 20 000 trabajadores y viviendas para unas 3500 personas.